# 25199 Jiahegu
25199 Jiahegu è un asteroide della fascia principale. Scoperto nel 1998, presenta un'orbita caratterizzata da un semiasse maggiore pari a 2,7867161 UA e da un'eccentricità di 0,0842344, inclinata di 3,34318° rispetto all'eclittica.